# Wellenreiten

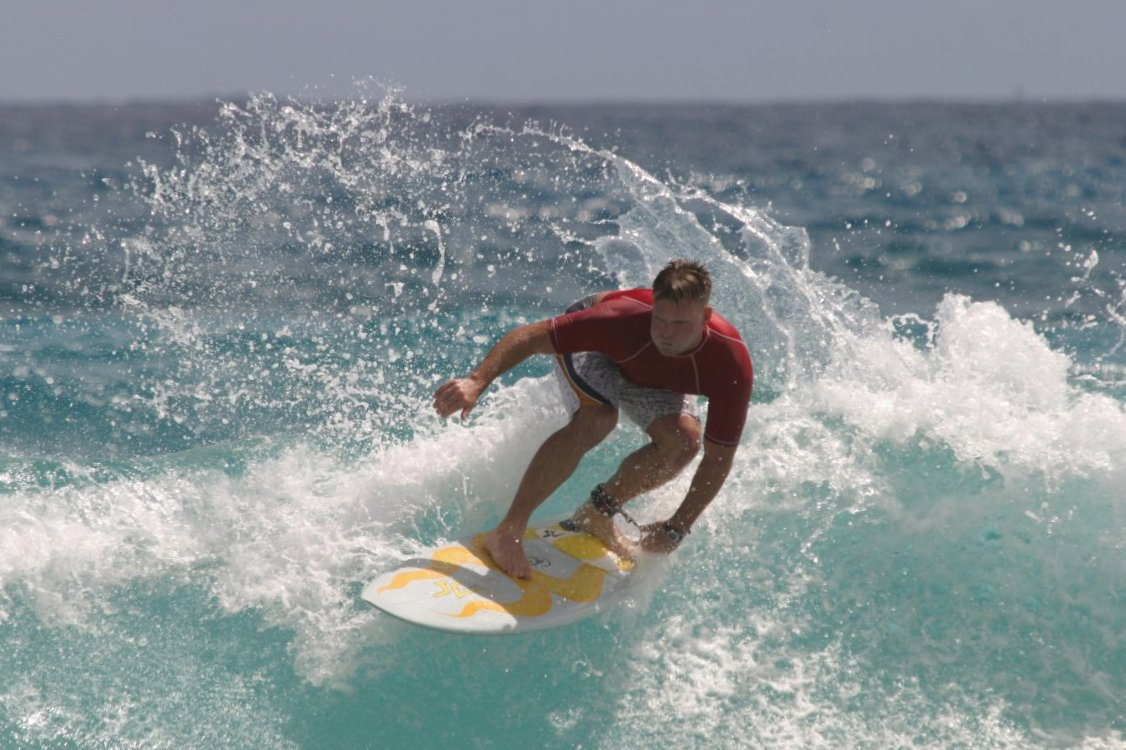
Surfer auf Hawaii

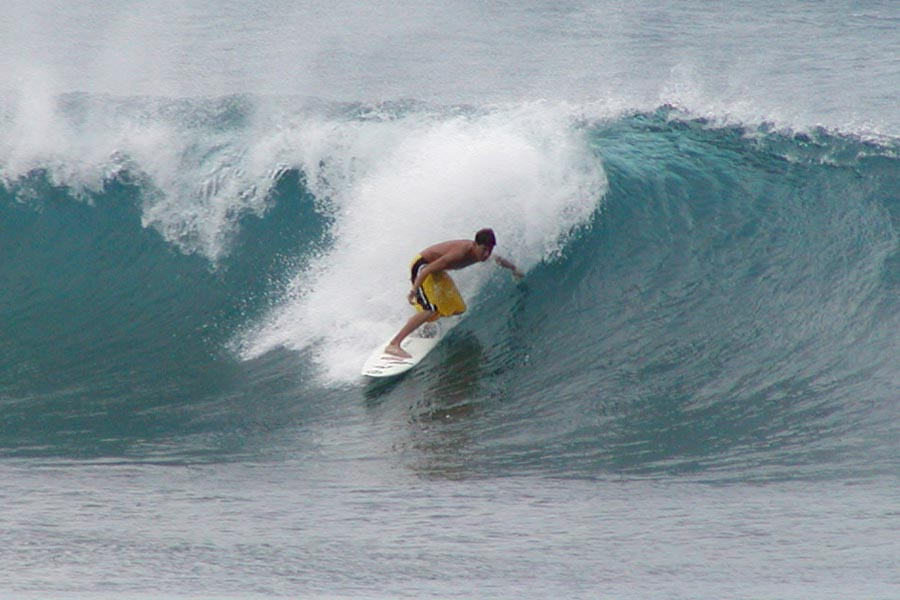
Wellenreiter an der Nordküste von Oʻahu

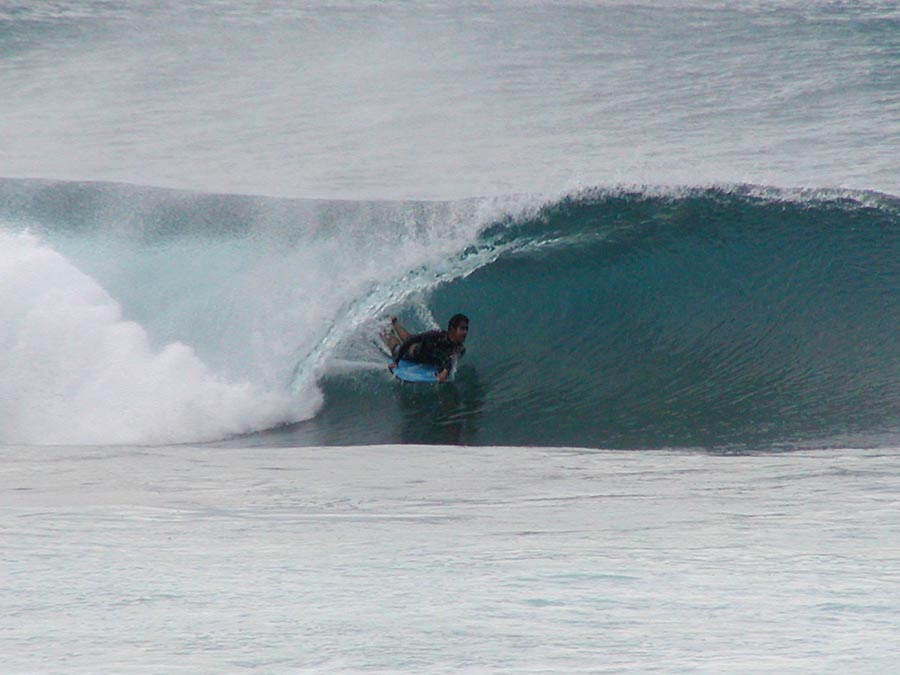
Bodyboarder in einer Tube

Das Wellenreiten, auch Surfen, ist ein Wassersport, bei dem die dynamische Form einer Wasserwelle ausgenutzt wird, um sich auf einem Surfbrett bzw. Wellenbrett stehend auf dem Wasser fortzubewegen.
Wellenreiten wird in der Regel an Meeresküsten und seltener auf Flüssen (Flusssurfen und Rapid Surfing) ausgeübt.
Die heutige Form des Wellenreitens stammt von den Inseln Hawaiis (hawaiisch heʻe nalu ‚Wellengleiten‘). Nachdem es im 19. Jahrhundert von Missionaren fast zum Erliegen gebracht worden war, erlebte das Surfen in den 1950er Jahren einen neuen Aufschwung, als viele US-Amerikaner diesen Sport für sich entdeckten. Heutzutage werden viele Wettbewerbe veranstaltet, bei denen Wellenreiter ihr Können beweisen. Wellenreiten kann man nicht nur auf Hawaii, in Kalifornien oder Australien, sondern auch in Europa gibt es zahlreiche Strände, die sich gut zum Wellenreiten eignen.
Benötigt werden lediglich ein Wellenbrett, Brettwachs, eine Leine (in Australien als „Legrope“ bezeichnet), eine etwa zwei Meter lange Schnur, mit der das Brett am Bein gesichert wird, und evtl. ein Surfanzug. Die beiden möglichen Stellungen auf dem Brett werden als "Livo" (Linksvorne) bzw. "Regular Foot" und "Revo" oder als "Goofy Foot" bezeichnet.

## Geschichte des Wellenreitens
Surfen oder Wellenreiten hat seinen Ursprung in der Südsee, wo es sich durch die Reisen der Polynesier verbreitete. Seine Blütezeit erlebte das Wellenreiten auf den Inseln von Hawaii, wo es fester spiritueller und kultureller Bestandteil der Gesellschaft wurde.
Die Entwicklung des Wellenreitens begann wahrscheinlich mit dem „Body-Surfen“. Dabei wurden die Wellen ohne Hilfsmittel nur mit dem Körper abgeglitten. Später wurden Binsenbündel, kleinere Baumstämme, hölzerne Planken oder Kanuspitzen benutzt, um dem Körper mehr Auftrieb zu geben. In der Folgezeit wurde auf größeren Brettern liegend, sitzend oder auf den Knien gesurft. In dieser Form war Wellenreiten in ganz Polynesien (und darüber hinaus) verbreitet. Vor allem auf Tahiti hat es sich zum „Wellenreiten im Stehen“ weiterentwickelt. Frauen und Männer aller Klassen und Altersstufen gingen hier aufs Meer, um zu surfen.
Im Zuge der Besiedlung Ost-Polynesiens von Tahiti aus kam Wellenreiten dann in dieser Form auf die Marquesas-Inseln, nach Neuseeland, Rapa, auf die Osterinsel und nach Hawaii. Auf Hawaii entwickelte es sich schließlich am weitesten bis hin zur Schrägfahrt. Die gesellschaftliche Bedeutung des Wellenreitens wurde unter anderem daran deutlich, dass die Buchten mit den höchsten und besten Wellen für die Könige reserviert und für die restliche Bevölkerung mit einem Tabu belegt waren. Einmal im Jahr fand auf Hawaii das Makahiki-Fest statt. Die Arbeit wurde für drei Monate unterbrochen, um Erholung, Sport, Tanz und Festmahle zu genießen. Eine besondere Bedeutung hatten dabei die Wellenreitwettkämpfe, zu denen Tausende von Zuschauern kamen. Wellenreiten war und ist auf Hawaii Nationalsport.
Da Wellenreiten bereits vor der Besiedlung Hawaiis (im 10. Jahrhundert n. Chr.) existierte, ist davon auszugehen, dass es mindestens 1000 Jahre alt ist. Jedoch gibt es Hinweise auf ein wesentlich höheres Alter dieser Sportart. Auch in Melanesien (beispielsweise Fidschi-Inseln, Neuguinea) und Mikronesien (zum Beispiel Marshallinseln, Karolinen) wurden Wellen abgeritten, allerdings nur dort, wo es auch gesellschaftlich und kulturell einen großen polynesischen Einfluss gab. Da aber der Aufenthalt der Polynesier in diesen Gebieten in der Zeit vor Christus vermutet wird, ist anzunehmen, dass das Wellenreiten bereits aus vorchristlicher Zeit stammt. Bei den Weltmeisterschaften im Wellenreiten waren die Gewinner jedoch lange Zeit keine Polynesier. Der erste native Hawaiier, der diesen Titel gewann, war Derek Ho im Jahr 1993.
Am 3. August 2016 wurde durch das Internationale Olympische Komitee in Rio de Janeiro entschieden, Surfen in das Wettkampfprogramm der Olympischen Spiele aufzunehmen.
Die Geschichte des Wellenreitens in Europa wird im entsprechenden Artikel ausführlicher geschildert.

### Einfluss der Europäer

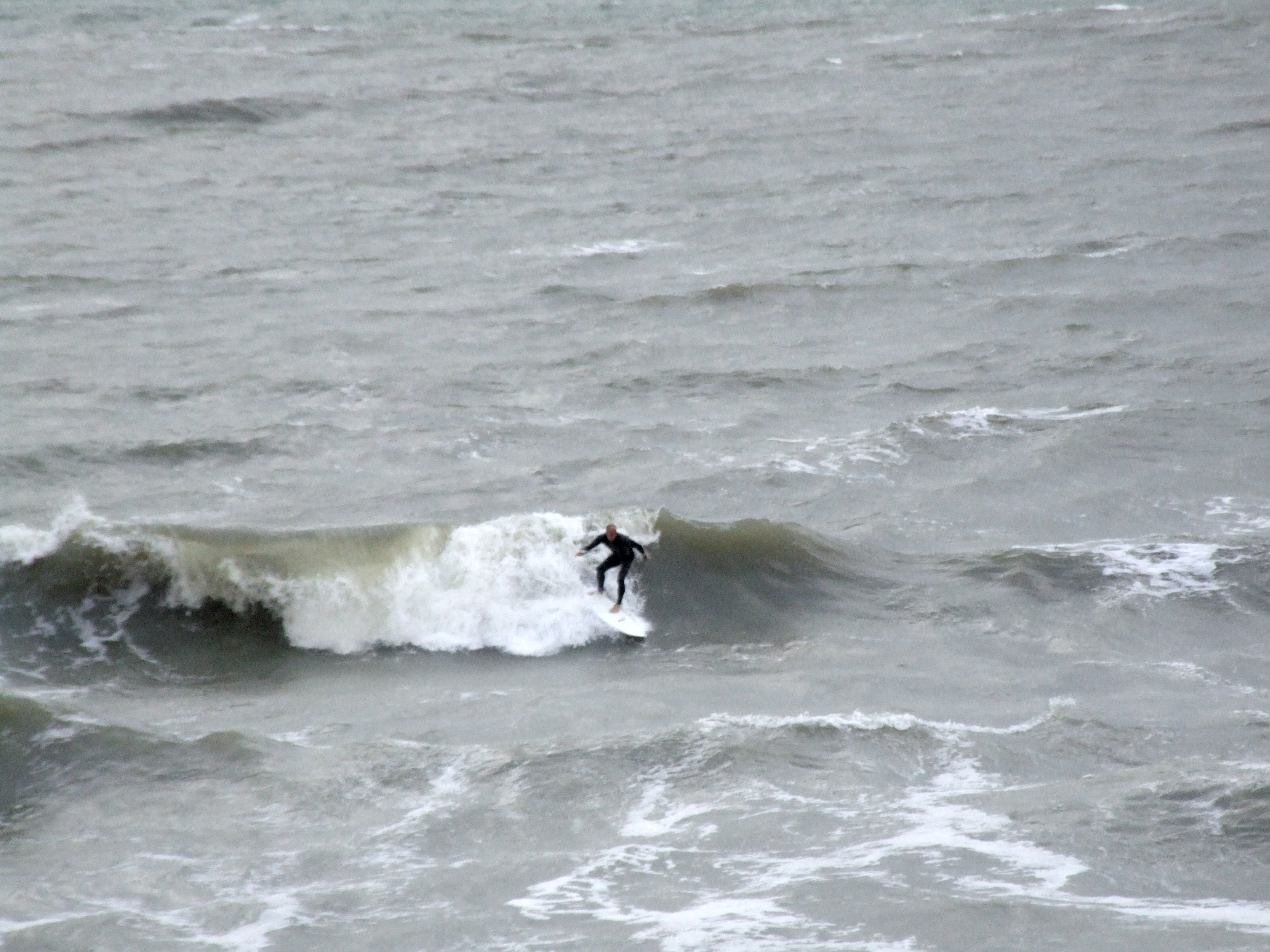
Surfen vor Kijkduin (bei Den Haag, Niederlande) im Winter

Der Brite James Cook entdeckte im Jahr 1778 Hawaii, wo er die einheimische Bevölkerung beim Wellenreiten beobachtete, wie aus seinen Aufzeichnungen hervorgeht.
Seine ersten schriftlichen Aufzeichnungen machte er zuvor auf Tahiti. Entdeckt haben die Insel von Hawaii Siedler der Marquesas-Inseln. Angeführt wurden sie von Hawailoa, einem der größten Seefahrer Polynesiens, um das Jahr 400.
Als König Kamehameha I., dessen Surf-Leistungen noch lange nach seinem Tod besungen wurden, 1819 starb, wurden die bis dahin geltenden Tabu-Gesetze abgeschafft. Dadurch wurde der Boden für das Christentum bereitet und der Zusammenbruch der hawaiischen Kultur eingeleitet. In diesem Jahr fand auch das Makahiki-Fest zum letzten Mal statt. Die daraufhin eintreffenden Missionare ersetzten das heidnische Brauchtum durch strenge Kirchensitten. Die kulturelle Einbindung des Surfens ging verloren und es wurde weniger ausgeübt. Es verschwand aber nie ganz, denn noch 1866 beschrieb Mark Twain das traditionelle Wellenreiten als Zeitvertreib.

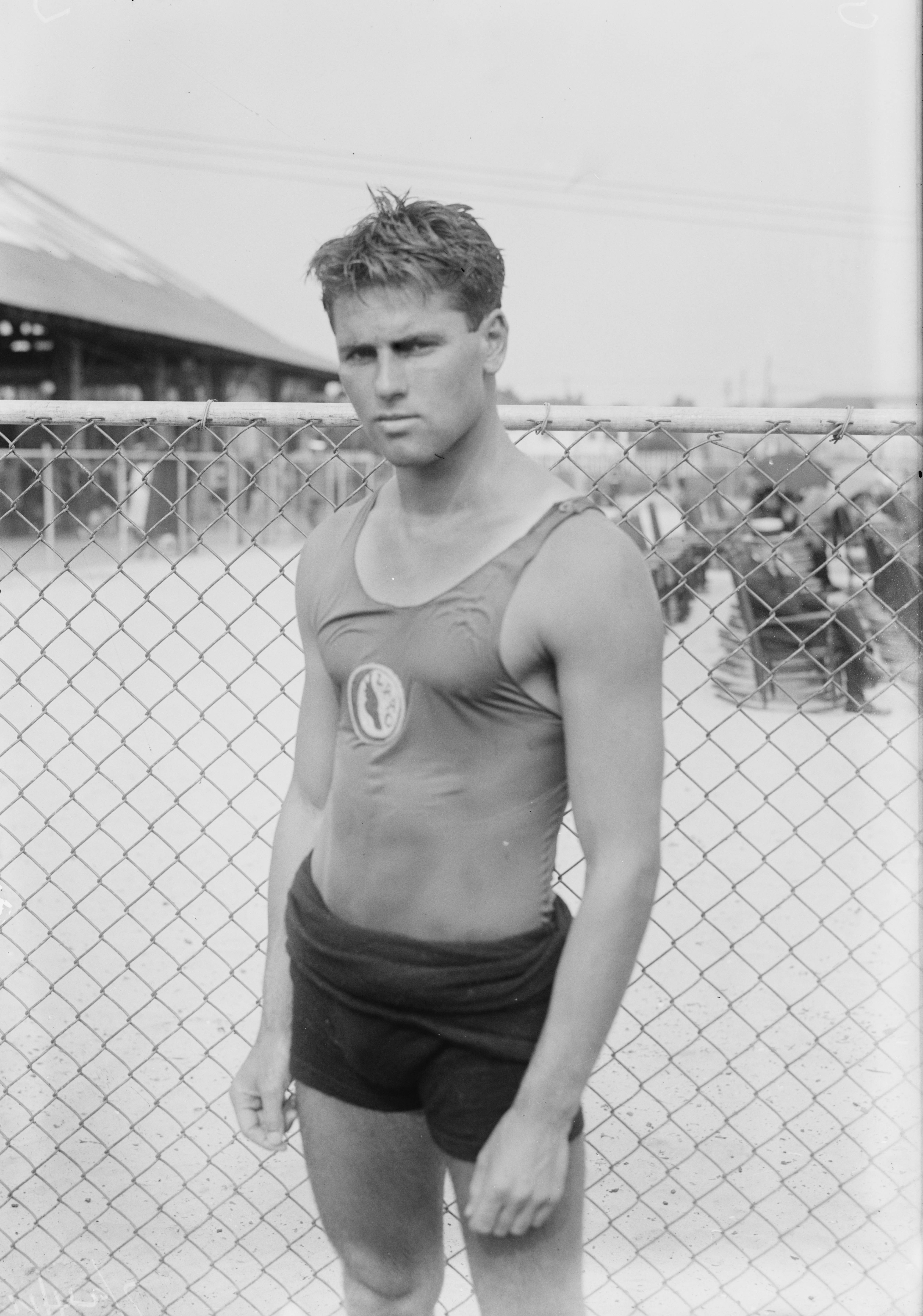
Tom Blake (1922)

 Mit der Gründung der ersten hawaiischen Surfclubs wurde 1908 eine bis heute nicht endende Ära eingeleitet, in der sich das Wellenreiten wieder aufwärts entwickelte und sich, zunächst unter dem Einfluss von Georg Freeth und Duke Paoa Kahanamoku, über die ganze Welt verbreitete, wobei insbesondere Letzterer eine Renaissance der fast nicht mehr existierenden Sportart herbeiführte. Als mehrfacher Olympiasieger im Schwimmen transportierte dieser Botschafter des Aloha den Sport zuerst über Australien, später mit weiteren Reisen in die Seelen der Menschen. In den 1920er Jahren war es vor allem der Kalifornier Tom Blake, der dem Surfen eine neue Richtung gab. Neue Materialien und Verbesserungen brachten das Surfen jedes Jahr weiter: von den alten Holzbrettern zu den modernen Foam Boards, vom finnenlosen Surfbrett bis zu den verschiedensten Konstruktionen und Designs der Bretter.
1955 kam Peter Viertel, ein Drehbuchautor aus Hollywood, der mit der Filmschauspielerin Deborah Kerr verheiratet war, zu Dreharbeiten nach Biarritz. Er fand Gefallen an den Wellen, ließ sich ein Board aus Kalifornien kommen und versuchte sich im Wellenreiten. Mit ihm begannen die Franzosen Michel Barland, Georges Henebutte (der Erfinder der Leash) und Joël de Rosnay, die bald den ersten Surf-Club Frankreichs gründeten.

### Wellenreiten in Deutschland
Auch in der Bundesrepublik begann man Mitte der 1950er Jahre mit dem Wellenreiten. Damals bekamen die Sylter Rettungsschwimmer ihre ersten Rettungsbretter, die ziemlich ungeeignet zum Wellenreiten waren. Dennoch startete Uwe Draht seine ersten Surfversuche damit. Dieter Behrens, Walter Viereck und andere taten es ihm gleich. In Biarritz kauften sie sich ihre ersten richtigen Wellenreitbretts. Dass es ein spezielles Brettwachs gab, welches das Abrutschen vom Brett verhinderte, erfuhren sie jedoch erst später. 1966 gründeten sie den „Surfing Club Sylt“.
1977 gründeten die Kölner Sportstudenten Ulrich Richter und Manfred Lauterbach die erste deutsche Wellenreitschule in Hendaye an der spanisch-französischen Grenze am Atlantik. Sie waren die ersten Europäer, die einen systematischen Gruppenunterricht in Theorie und Praxis gaben. 1979 schrieb Ulrich Richter das erste Lehrbuch in deutscher Sprache (Surfing, Wellenreiten: das faszinierende Spiel mit der Brandung). Die heute verwendeten deutschen Wellenreitausdrücke stammen zum großen Teil aus diesem Buch.
Erst 25 Jahre nach dem „Surfing Club Sylt“ wurden weitere deutsche Wellenreit-Vereine gegründet, die schließlich 1991 in Köln den Deutschen Wellenreitverband (DWV) gründeten. Noch im selben Jahr nahm der DWV seine Arbeit zur Entwicklung eines sportwissenschaftlich fundierten Konzepts für die Ausbildung von Wellenreit-Instruktoren auf. Im Sommer 1992 startete unter der Leitung von Norbert Hoischen die erste Ausbildung von DWV-Wellenreit-Lehrern. Auch wurde erstmals an internationalen Wettkämpfen, den Amateur-Weltmeisterschaften in Lacanau (Frankreich), teilgenommen, und eigene Wettbewerbe wurden veranstaltet. 1996 fand die erste Deutsche Meisterschaft in Cap de l'Homy an der französischen Atlantikküste statt. Diese Entwicklung wird seit ihren Anfängen von vielen Seiten sehr kritisch betrachtet. Ausschlaggebend ist die stark kommerziell geprägte Haltung, die durch die Ausbildung zum Wellenreitlehrer eingenommen wird.
Die Erfolge von Sonja Hönscheid (zwölffache Deutsche Meisterin) und Sebastian Steudtner (Weltrekord im Reiten einer 26,2 m hohen Welle) sowie Janina Zeitler (Europameisterin 2016), Valeska Schneider (Deutsche Meisterin 2018), Marlon Lipke (Europameister 2012) und Alexander Tesch (Deutscher Meister 2011) sind Beispiele für die Lebendigkeit der deutschen Wellenreitszene und deren internationale Bedeutung.

## Ausrüstung

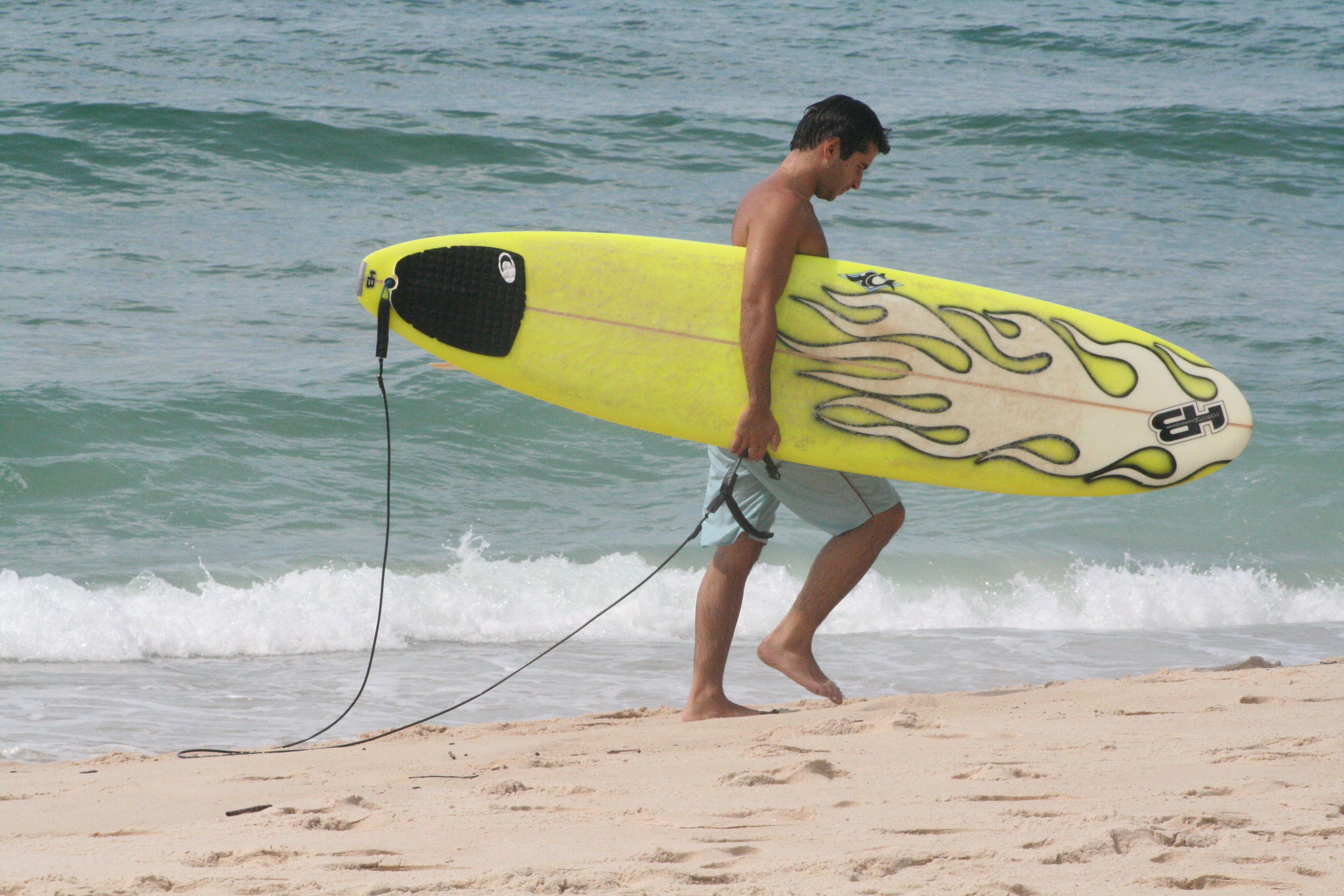
Wellenreiter mit Surfbrett am Strand

### Surfbrett bzw. Wellenbrett
Hauptartikel: Surfbrett
Surfbretter bzw. Wellenreitbretter gibt es in verschiedenen Ausführungen und Größen vom Kurzbrett (Shortboard) bis zum Langbrett (Longboards).
Sie bestehen meist aus Holz und glasfaserverstärktem Kunststoff.

#### Die geschichtliche Entwicklung des Wellenreitbretts
In den Anfängen des Wellenreitens standen die ersten hawaiischen Könige auf zwei Arten von Wellenbrettern. Dem „Olo“ (meist dem König bzw. Oberhaupt des Stamms vorbehalten) und dem „Alaia“, von den Bürgerlichen gesurft. Die Boards wurden aus dem Holz des Wiliwili, ʻUlu-Baums und der Koa-Akazie gebaut. Je nach sozialem Stand waren die Boards zwischen zehn und 16 Fuß (ca. drei bis fünf Meter) lang.
In den 1930er-Jahren wurde Balsaholz für Wellenbretter benutzt. Es war wesentlich leichter als die alten Bretter. Damit waren die Boards besser zu manövrieren. Der Amerikaner Tom Blake war einer der Ersten, die serienmäßig Surfbretter produzierte. Er war es auch, der als Erster eine Finne an sein Wellenbrett befestigte, um dem Brett mehr Führung zu geben.
Nach dem Zweiten Weltkrieg standen den Reitbrettbauern neue Materialien und Techniken zur Verfügung. Fiberglas und Plastik bzw. Styropor boten sich als ideale Rohstoffe zum Bau von Brettern an. Das erste Fiberglas-Wellenbrett baute schließlich Pete Peterson Mitte der 40er und der Kalifornier Bob Simmons perfektionierte die Bauweise Ende der 40er.
Mitte der 50er-Jahre wurde Riesenwellenreiten (Big-Wave-Surfen) vor Hawaii populär. George Downing war einer der Vorreiter und erfand für die großen Wellen eine neue Brettform. Er baute ein langes, aber schmales Surfbrett, um einfacher in die erste Reihe (Line-Up) zu gelangen und das Brett in den großen Wellen besser kontrollieren zu können. Man nannte es Gun. Bis heute noch ist eine Gun das Brett der Wahl für große Wellen und ist in der Regel zwischen neun und zwölf Fuß lang.
In den späten 1960er-Jahren entwickelte sich schließlich das Kurzbrett (Shortboard). Von durchschnittlich drei Metern verkleinerte sich das Surfboard auf knapp zwei Meter. Bretter wurden nochmals leichter und einfacher zu manövrieren. Die Art zu Surfen änderte sich. Wellenbrettbauer wie der Kalifornier Dick Brewer trieben die Evolution maßgeblich voran. Auch das Finnen-Set-up änderte sich dank Simon Anderson mit seinem 3-Finnen-Aufbau, „Thruster“ genannt. Moderne Kurzbretter besitzen seitdem drei oder vier Finnen.

### Boardbag bzw. Wellen-Bretttasche
Ein Wellen-Bretttasche ist eine Schutzhülle für das Brett und soll vor allem beim Reisen das Brett vor Schlägen und Kratzern schützen.

### Surfanzug
Der Surfanzug, der meist hauptsächlich aus Chloropren-Kautschuk wie Neopren gefertigt ist, bietet Schutz vor Wärmeverlust und Sonnenbrand. Der Surfanzug ist meist ein Nassanzug oder Feuchtanzug („Wetsuit“). Ab 20 °C Wassertemperatur reicht ein Rumpfanzug (Shorty) mit zwei Millimetern Stärke im Rumpfbereich und einem Millimeter für Arme und Beine. Unterhalb von 16 °C werden drei bis vier Millimeter Stärke empfohlen. Dazwischen und für einen Alleskönner-Anzug sind es zwei bis drei Millimeter. Unter dem Surfanzug lässt sich ein Lycra-Hemd tragen, das die Achselhöhlen und den Hals vor Hautabrieb schützt, zu dem der Surfanzug führen kann.

### Leash bzw. Brettleine
Hauptartikel: Boardleash

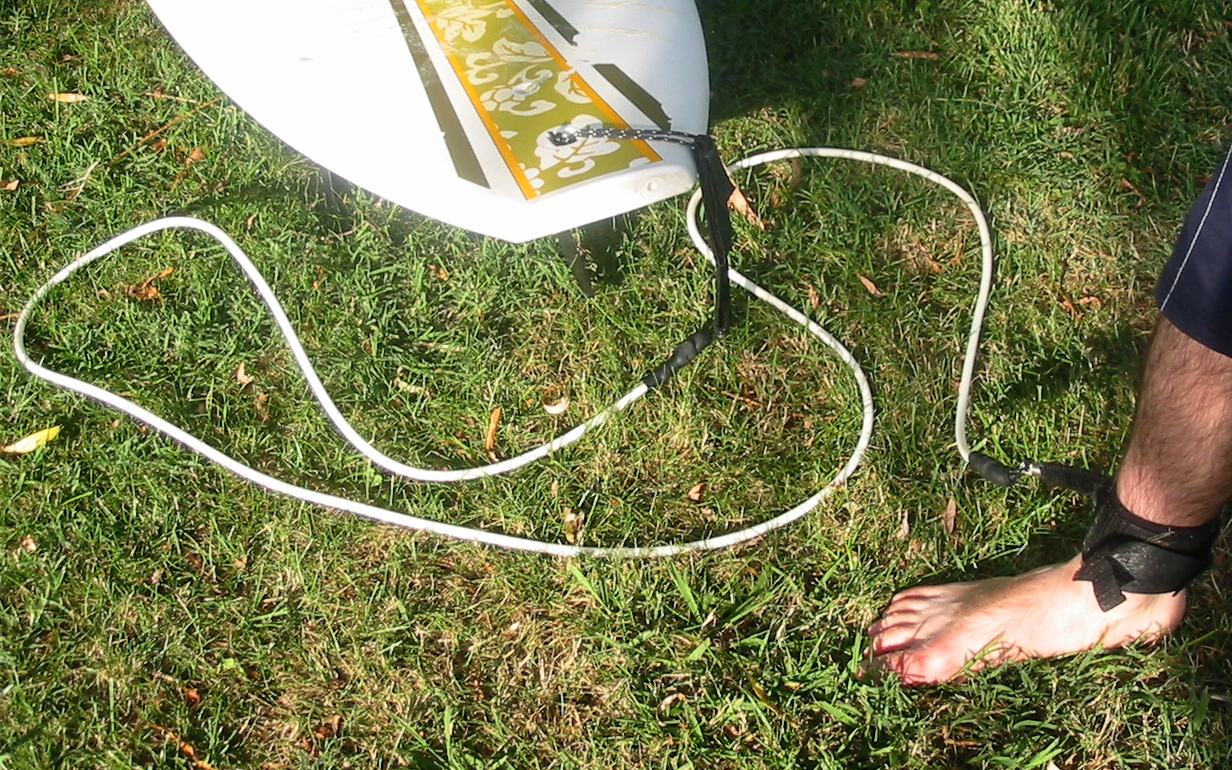
Die Leash

Die Leine (Leash), in Australien als „Legrope“ bezeichnet, ist die Verbindungsleine zwischen Wellenbrett und Surfer und verhindert den Verlust des Bretts. Sie variiert in Länge und Durchmesser in Abhängigkeit von den Nutzungsbedingungen.

### Brettwachs

Ein Stück Surfwachs (für Kaltwasser)

Das Brettwachs erhöht die Rutschfestigkeit auf dem Brett. Es wird auf der Oberseite des Wellenbretts aufgetragen, sorgt für sicheren Stand und verhindert das Abrutschen vom Brett nach dem Anpaddeln (engl. take off). Da die Haftwirkung des Wachses temperaturabhängig ist, wird zwischen Warm- und Kaltwasserwachs unterschieden.

### Sonnenschutz
Aufgrund der hohen Ultraviolettstrahlung auf dem Wasser ist die Verwendung einer Zink-Hautkreme oder wasserfesten Sonnencreme mit hohem Sonnenschutzfaktor notwendig, um das Risiko zu senken, an Hautkrebs zu erkranken.

## Surfwellen
Wellen entstehen, wenn Wind beständig über eine große Fläche offenen Wassers bläst (sogenannter Fetch). Die Windstärke, die Dauer und die Fläche des Fetch bestimmen die Größe der entstehenden Wellen, weshalb Wellensurfen häufig an Küstengebieten mit einem vorgehenden, weitflächigen Areal freien Wassers ausgeübt wird. Die idealen Surfbedingungen beinhalten einen leichten bis moderaten Wind in Richtung der entgegenkommenden Welle, wodurch sie sich zu einer Walze („Barrel“) formt, der dem Wellenreiter die Möglichkeit gibt, sich in der Welle aufzuhalten, während sie bricht. Den größten Einfluss auf die Wellenform hat allerdings die Topografie des Wasserbetts (Bathymetrie) im Bereich hinter und neben der brechenden Welle. Da die topografische Beschaffenheit des Wasserbetts stets unterschiedlich ist, lässt sich die Form der Welle schwer voraussagen (Strandbrecher verschleppen Sand, wodurch sich die Beschaffenheit des Bodens kontinuierlich ändert).
Je nachdem wie die Wellen brechen, spricht man von rechtshändigen oder linkshändigen Wellen. Generell werden Wellen durch die Oberflächen definiert, über welche sie brechen (Strandbrecher, Kliffbrecher usw.).
Die Wellenintensität wird von der Geometrie der Welle und deren Geschwindigkeit bestimmt. Die Geschwindigkeit wird vom Eintrittswinkel der Wellenoberfläche bestimmt. Geometrisch werden Wellen nach ihrem Längen-Breiten-Verhältnis unterteilt in Squares (Verhältnis <1:1), Rounds (1:1–2:1) und Almonds (>2:1). Die Windverhältnisse direkt an der Küste bestimmen die Wellenqualität. Bei stürmischen Verhältnissen wird die Oberfläche der Welle unregelmäßig und ist deshalb zum Surfen weniger geeignet.

## Wellenreiten lernen

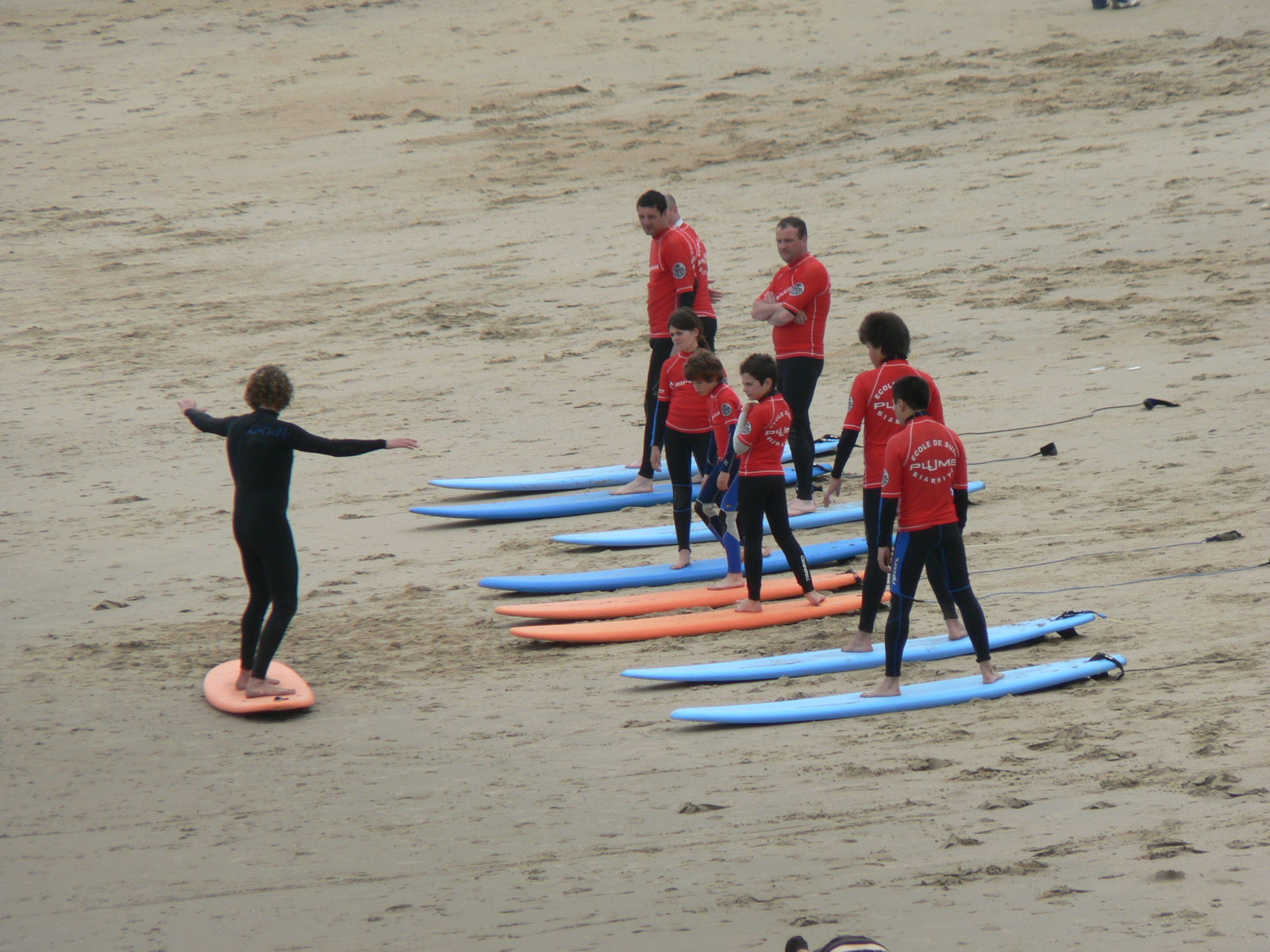
Trockenübungen in einer Surfschule

Jeder erfahrene Schwimmer kann das Wellenreiten erlernen. Um beim Umgang mit Wellen, Strömungen und Gezeiten kein unnötiges Risiko einzugehen, sollte dazu allerdings die Hilfe eines qualifizierten Wellenreitlehrers in Anspruch genommen werden.
Neben dem richtigen Board ist vor allem die Wahl eines geeigneten Strandes von großer Bedeutung. Ein bewachter, flach abfallender Sandstrand ohne Steine oder Buhnen ist Voraussetzung. Bevor man sich aufs Wasser wagt, sollte man sich ausgiebig mit den Sicherheits- und Vorfahrtsregeln vertraut machen. Surfer gehen üblicherweise ins Wasser, wenn gute Wellen vorhanden sind, also zu dem Zeitpunkt, an dem Schwimmer üblicherweise nicht mehr in die Brandung gehen. Daher hat der Surfer das Risiko selbst zu tragen. Außerdem sollte man über eine ausreichende körperliche Fitness verfügen, um die Gefahr von Verletzungen zu reduzieren. Surf-Fitness-Übungen helfen dabei, sich auf einen Surf-Trip vorzubereiten. Die vier wesentlichen Surf-Fitness-Übungen nennen sich Power Paddel, Take-Off-Liegestütz, Take Off Knie Crunch und Indo Balance. Ziel der Surf-Fitness-Übungen ist es, den Körper auf den beim Surfen wackeligen Untergrund vorzubereiten. Der Stand auf einem Surfbrett ist sehr wackelig, denn die Beinmuskulatur ist es nicht gewohnt, diese Bewegungen auszugleichen. Übungen auf wackeligen Untergründen, wie zum Beispiel einem Gymnastikball oder Balance Board helfen dabei, die Beinmuskulatur zu stärken und die Standfestigkeit auf dem Surfbrett zu verbessern.
Sehr wichtig ist es auch, wie bei jeder Natursportart, sich ganz genau die natürliche Umgebung anzusehen. Das allgemeine Wetter, die Strömungen, besondere Unterwasserereignisse, gefährliche Tiere, Riffe oder Felsen im Sand. Hier handelt es sich um Erfahrungswerte. Um einen Strand wirklich beurteilen zu können, müsste man ihn schon in allen vier Jahreszeiten gesehen haben. Es gilt herauszufinden, wie der Strand sich bei Ebbe und Flut verändert. Anfängern sei das totale Niedrigwasser bei auflaufender Flut empfohlen, aber niemals die Breaks des vollen Hochwassers gegen Ende der Flut, denn diese haben ein Vielfaches an Kraft. Außerdem ist der Wind am frühen Morgen häufig offshore (ablandig), also gegen die Welle gerichtet. So hält der Wind die Welle bis zum letzten Moment auf und sie bricht schöner und hohler; das Wasser ist dann oft spiegelglatt.
Sind die Bedingungen gut, legen sich Surfer flach aufs Brett, um aufs Meer hinaus zu paddeln. An der Brechungslinie angekommen, gilt es, sich aufs Board zu setzen und die nächste Welle abzuwarten. Wenn die Welle kommt, dreht man sich zum Strand und fängt an zu paddeln, um schließlich aufs Brett zu springen und an den Strand zu surfen. Um die Verletzungsgefahr gering zu halten, fallen Surfer möglichst vor oder neben ihr Brett, wenn sie aus der Balance geraten.
Durch Surfskates oder auch Surftrainer genannt können auf der Straße Turns und weitere Bewegungsabläufe beim Surfen sehr häufig wiederholt und damit trainiert werden. Bekannte Surfskatehersteller insbesondere für das Surftraining sind Smoothstar, YOW und Carver.

## Gefahren
Surfen wird aufgrund des hohen Verletzungsrisikos als Extremsport bezeichnet. Es kommt immer wieder zu schweren Verletzungen und Todesfällen, auch bei sehr erfahrenen professionellen Surfern. Die Hauptrisiken beim Surfen sind Kollisionen mit harten Objekten, Meereslebewesen und Wasserverschmutzung.

### Kollisionen
Studien haben gezeigt, dass das größte Risiko darin besteht, mit dem eigenen Board zu kollidieren. Über 60 % der Verletzungen wurden dabei durch eine Kollision mit der Nose oder den Finnen des eigenen Surfboards hervorgerufen. Die meist betroffene Verletzungsregion des Körpers ist der Kopf der Wellenreiter. Dadurch ergibt sich das Hauptrisiko des Sports, durch eine Kollision mit hartem Untergrund oder dem eigenen Surfboard das Bewusstsein zu verlieren und zu ertrinken.

### Meereslebewesen
Meereslebewesen wie zum Beispiel Haifische, Stechrochen und Quallen bergen ein Risiko für Surfer. Wassersportler in warmen Gewässern laufen oftmals mit dem sogenannten „Stingray Shuffle“ durch flache Gewässer, um Stechrochen zu vertreiben.

## Regeln
Um andere nicht zu behindern und Gefahren zu minimieren, ist es wichtig, dass man sich an die Surfregeln hält:
- „Priority“ oder Vorfahrt hat immer der Surfer, der am nächsten am Peak ist, also am brechenden Teil der Welle. Dieser Surfer kann die Wellen anpaddeln oder auf die nächste Welle warten. Wenn der Surfer die Welle nimmt, hat er seine Priority aufgebraucht und muss sich wieder „hinten anstellen“ bzw. den anderen Surfern die nächsten Wellen überlassen. Das Unwort des Surfens lautet in diesem Zusammenhang „Drop in“ – ein absolutes No-go bei diesem Sport. „Dropping in“ bedeutet, eine Welle zu nehmen, wenn es einen Surfer gibt, der näher am Peak sitzt, also Vorfahrt hat und die Welle auch surfen will.
- Es ist verboten, sich hinter dem Rücken eines wartenden Surfers in die Vorfahrtsposition zu manövrieren. „Don’t sneak!“
- Es ist außerdem nicht erlaubt, in eine Welle neu einzusteigen, wenn diese sich erneut aufbaut, sofern sich bereits ein Surfer in ihr befindet. Wieder gilt: Eine Welle – ein Surfer.
- Derjenige, der rauspaddelt, muss dem sich in der Welle befindenden immer Vorrang gewähren.
- Es darf nicht auf die Einhaltung dieser Regeln bestanden werden, wenn dadurch ein Unfall provoziert wird.
- Das Surfboard beim Rauspaddeln beziehungsweise beim Duckdiven durch die Welle nie loslassen, da man sonst andere Surfer durch das durch die Welle herumwirbelnde Surfboard verletzen könnte!

## Bekannte Surfgebiete

### Europa

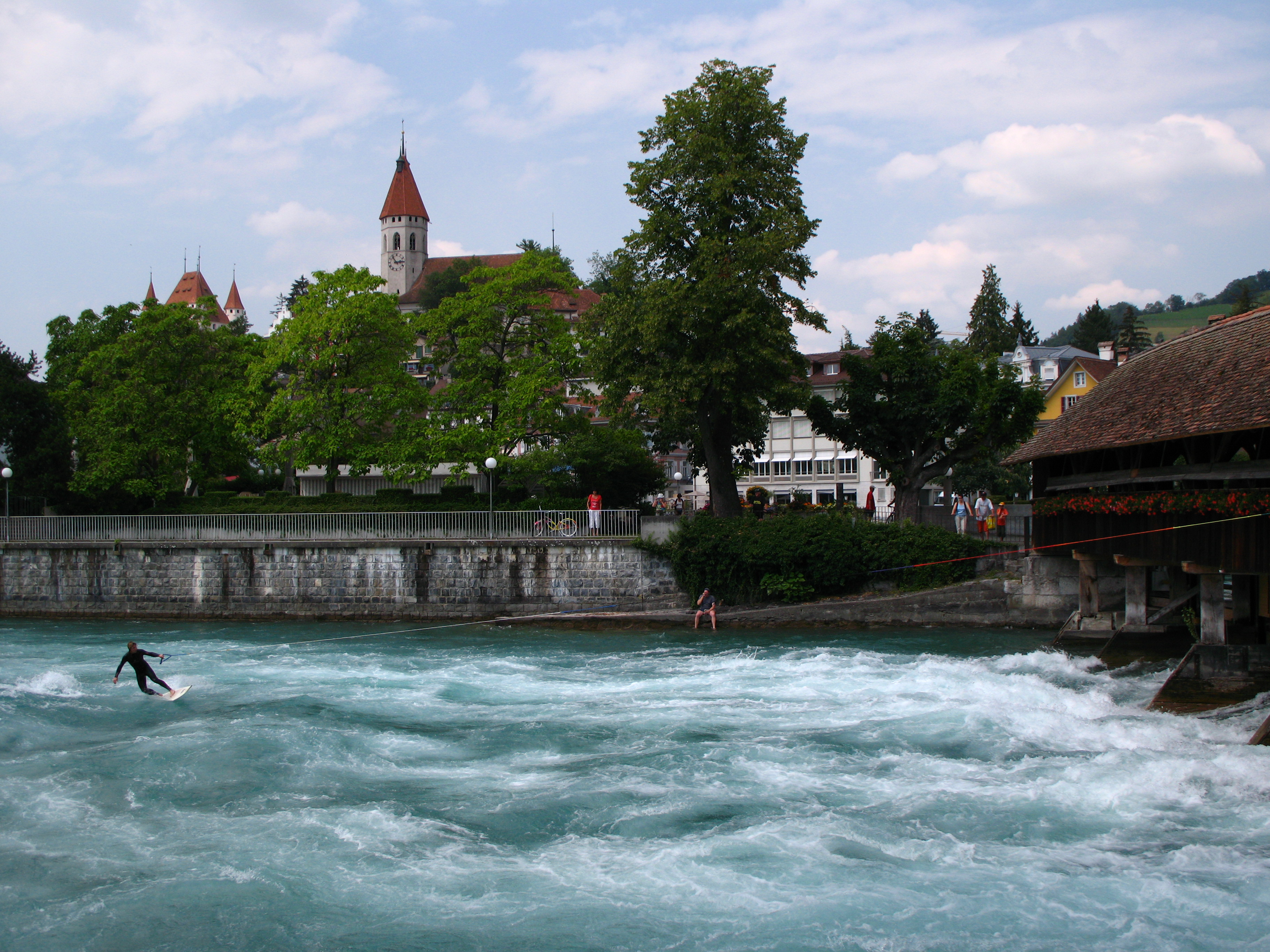
Wellenreiten im Kielwasser der Oberen Schleuse, Thun, Schweiz

Die besten Surfspots Europas liegen an der Atlantikküste von Portugal, Spanien und Frankreich. In Nordspanien zählt beispielsweise die linke Welle von Mundaka bei Bilbao zu den besten und längsten Wellen der Welt. Im Oktober fand hier bis 2007 alljährlich ein Contest der World Championship Tour (WCT) statt.
Auch die kanarischen Inseln sind aufgrund der hohen Wellenqualität, des warmen Wassers und Außentemperaturen besonders im Winter ein gutes Wellenreit-Revier.
Die französische Atlantikküste von Biarritz im Süden bis nach Bordeaux im Norden hat eine lange Surf-Tradition. Das Zentrum ist Hossegor, in dem im September ebenfalls die besten 34 Profis im Rahmen der World Championship Tour (WCT) um den Weltmeistertitel surfen.

#### Die portugiesische Atlantikküste als Ort der Weltrekorde im Wellensurfing
Die portugiesische Atlantikküste, mit den Surf-Zentren Peniche, Ericeira und Sagres an der Südspitze Portugals, bietet ebenfalls sehr gute Surfspots. 120 km nördlich von Lissabon befindet sich Nazaré, wo mehrere Weltrekorde im Wellensurfing aufgestellt wurden.
Am 29. Oktober 2020 ritt Sebastian Steudtner eine 26,21 Meter hohe Welle in Nazaré. Im Mai 2022 wurde dies von Guinness World Records als Weltrekord anerkannt. Zuvor hielt der Brasilianer Rodrigo Koxa mit 24,4 Metern den Weltrekord der größten jemals gesurften Welle (Siehe Rekorde im Tow-in Surfing).

#### Weitere Wellenreitorte in Europa
- Eines der beliebtesten Ziele für Wellenreiter in Europa sind unter anderem die Kanarischen Inseln, die das ganze Jahr über konstante Wellenbedingungen aufweisen. Besonders Fuerteventura sticht als sehr guter Anfänger-Wellenreitort hervor. Besonders im Nordwesten der Insel am Strand von El Cotillo werden perfekte Anfängerbedingungen geboten.
- Auch in Süd-Spanien, Andalusien, Cadiz und um Conil de la Frontera gibt es beliebte Flecken, die für Anfänger bis Experten geeignet sind.
- Gute Möglichkeiten zum Wellenreiten gibt es außerdem in Großbritannien, Schottland (beispielsweise Thurso), Irland, Wales, North Devon, Cornwall (zum Beispiel Newquay, St. Ives, Penzance) und auf den Kanalinseln (insbesondere Jersey).
- Das Mittelmeer bietet etliche Orte zum Wellenreiten, etwa in Spanien (Katalonien), Frankreich (St. Mandrier, Brutal Beach), Italien (Varazze) und Israel. Allerdings sind die Mittelmeerwellen nicht so konstant wie Atlantikwellen und das Wellenreiten ist meist nur im Winter möglich.

- Auch in der Nordsee gibt es reitbare Wellen, jedoch sind sie weniger zuverlässig. Möglich ist Wellenreiten zeitweise auf Sylt und Norderney, Sankt Peter-Ording, Scheveningen, Texel und manchmal auch in Dänemark (Nordseeküste, Römö, Blåvand). In Norwegen ist das Wasser eher kühl, die Wellen teilweise jedoch gut. Die bekanntesten Flecken sind die Strände von Jæren (südlich von Stavanger).
- Selbst in der Ostsee gibt es „geheime Orte“, die an einigen Tagen im Jahr reitbare Bedingungen versprechen. Die Wellen sind hier zwar nie so kraftvoll wie an der Nordsee, jedoch gibt es an der Ostsee viele Buchten und Haken. So kann man bei Windstärke sieben sogar Wellen mit leicht ablandigem Wind vorfinden. Das ist an der Nordsee äußerst selten der Fall.
- Bekannte stehende Wellen (Flusswellen), die surfbar sind, gibt es in Bayern (Eisbachwelle, Floßlände) und Niedersachsen (Leinewelle), in der Schweiz (Bremgarten) und in Österreich in der Stadt Salzburg (Almkanal).

### Nordamerika

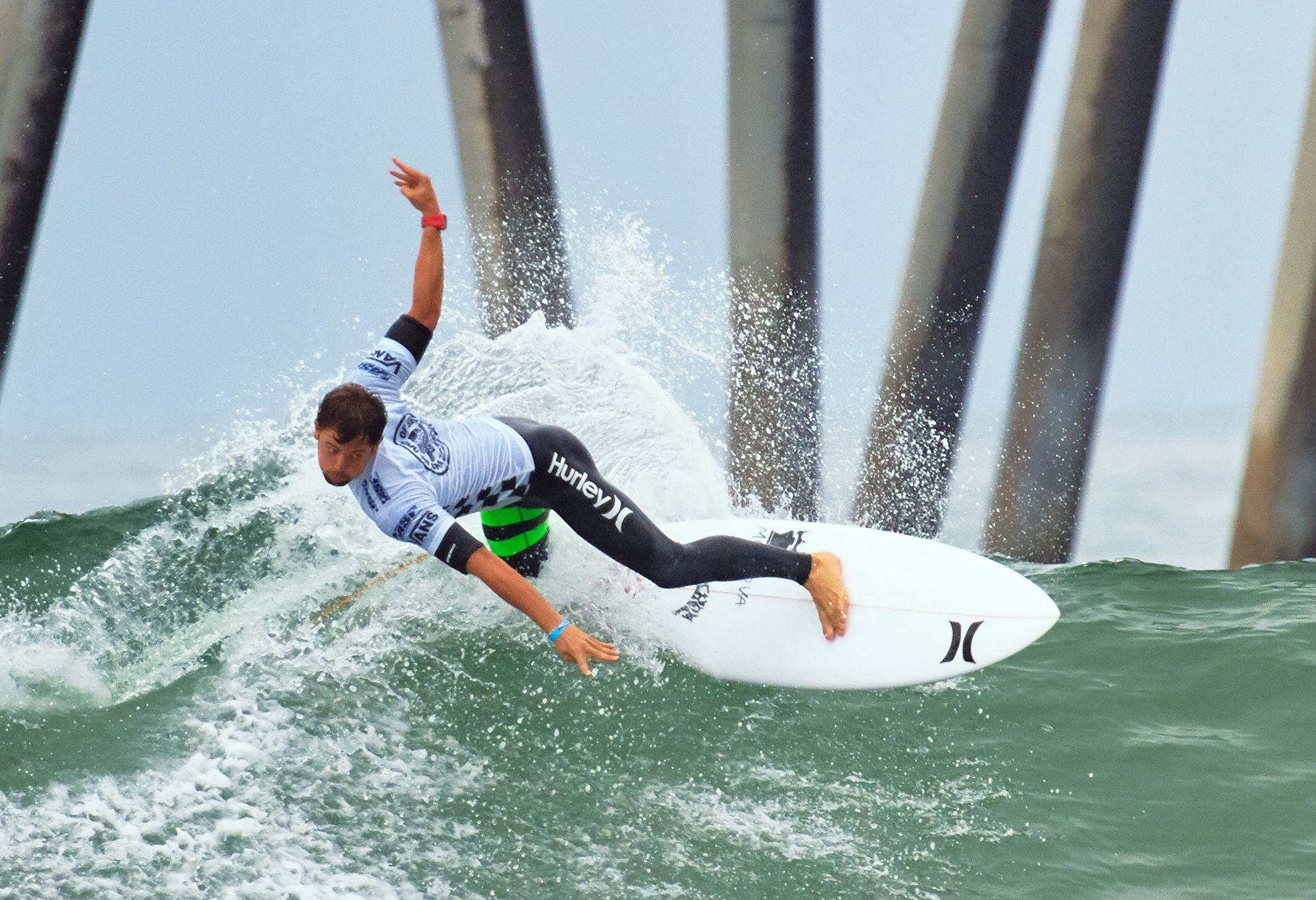
Surfer in Huntington Beach, Kalifornien

In den Vereinigten Staaten befinden sich die besten Surfgebiete in und um Orange County in Kalifornien. Einer der besten Orte ist Encinitas. Zum Wellenreiten kann in Amerika bei guten Bedingungen die komplette Pazifikküste genutzt werden, da hier fast immer gute Wellen auftreffen. Eine bekannte, sehr groß brechende Welle ist Mavericks. Auch im Atlantik an der Ostküste der Vereinigten Staaten gibt es zahlreiche Wellenreitorte, die allerdings meist nur in den Wintermonaten surfbare Wellen aufweisen. So fand zum Beispiel der 6. Wettkampf der ASP-Worldtour 2011 in Long Beach, New York statt.

### Hawaii

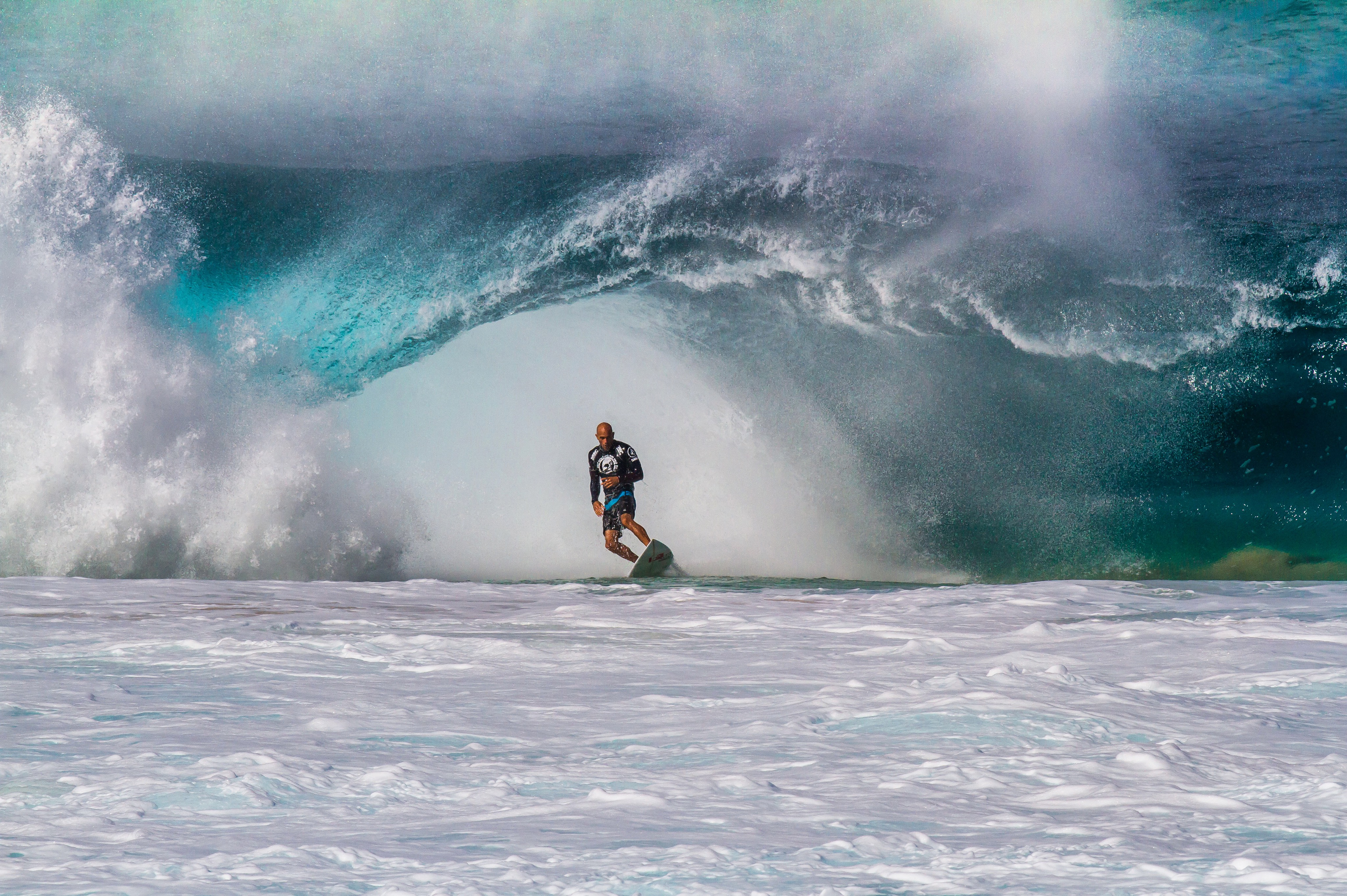
Surfer in der Banzai-Pipeline, Hawaii

Auf Hawaii, speziell an der Nord- und Ostküste von Oʻahu, findet man ganzjährig gute Bedingungen vor. Hier finden sich legendäre Spots wie Banzai-Pipeline, Sunset und der erste richtige Big-Wave-Spot Waimea. An den bekannten Spots der North Shore findet jährlich der internationale Triple-Crown-of-Surfing-Wettbewerb statt. Der durch das Tow-in surfing sehr bekannt gewordene Ort „Jaws“ befindet sich vor der Insel Maui.

### Karibik
Etwa fünf Kilometer westlich des Stehsegel- (Windsurfing) und Drachenwellenreit- (Kitesurfing) Paradieses Cabarete an der Nordküste von Hispaniola befindet sich ein Wellenreitrevier an der Playa Encuentro. Jährlich wird hier in einer Art „Triathlon“-Wettbewerb, zu dem die Sportarten Wellenreiten, Stehsegeln (Windsurfen) und Drachenwellenreiten (Kitesurfen) gehören, der „Master of the Ocean“ ermittelt.

### Lateinamerika
Speziell Costa Rica hat sich inzwischen zum Geheimtipp entwickelt. Zu jeder Jahreszeit finden sich hier an der Pazifikküste gute Surfbedingungen. Vor allem in der (sehr kalifornisch anmutenden) Stadt Jacó treffen sich viele halbprofessionelle und auch professionelle Wellenreiter, um von der Brandung am benachbarten „Hermosa Beach“ zu profitieren. Die Wellen hier sind nicht sehr hoch, dafür aber umso schneller und für Fortgeschrittene geeignet. Auch die Karibikküste hat ihre „Secret Spots“ wie zum Beispiel die Salsa Brava in Puerto Viejo oder auch das Riff um die Isla Uvita, rund 700 m vor Limon.

### Australien
Der Kontinent bietet von der Gold Coast über das bei Wellenreitern beliebte Byron Bay und dem Margaret River in Westaustralien an vielen Stränden Gelegenheiten zum Wellenreiten.

### Südafrika

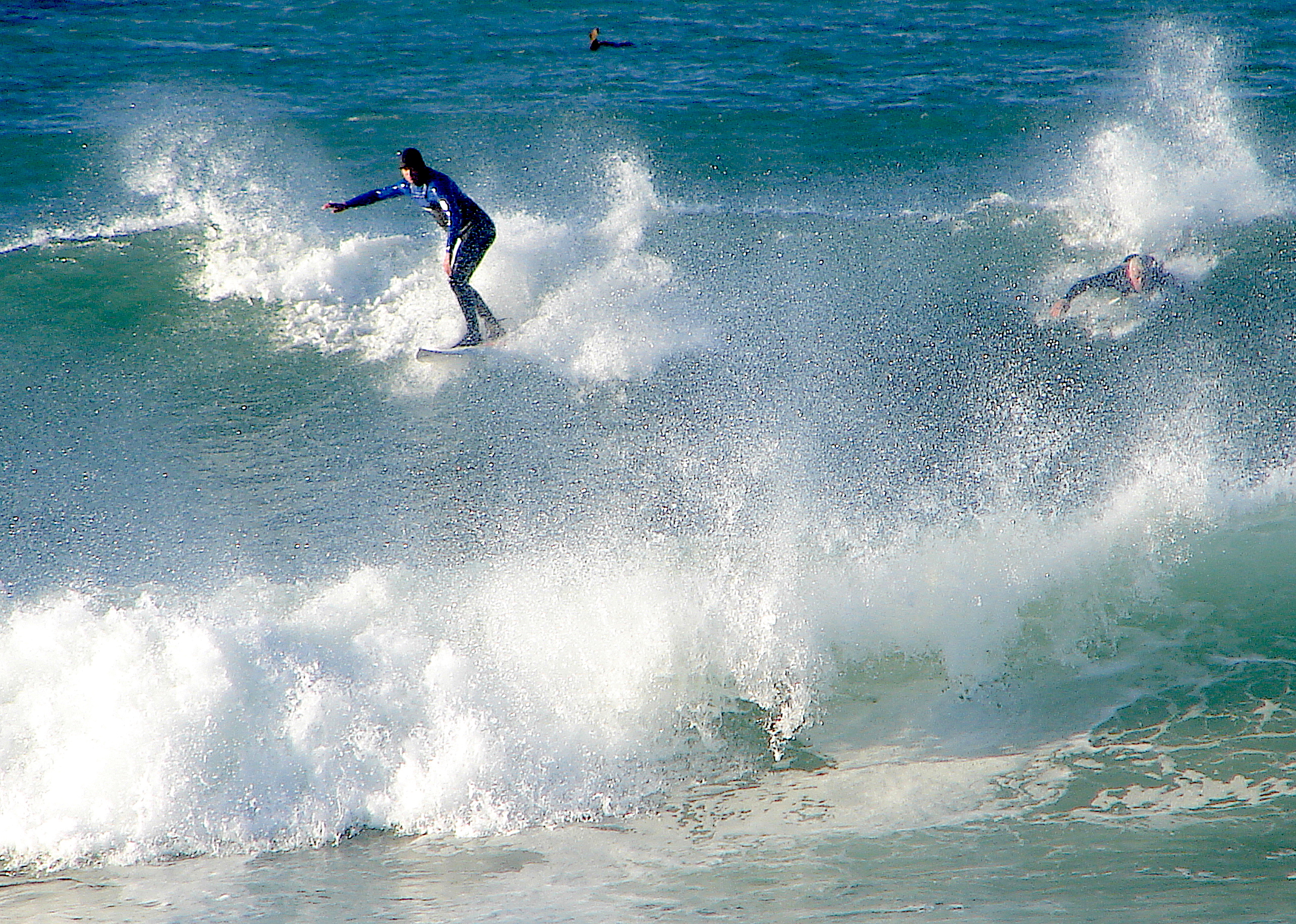
Surfer am Noordhoek Strand in Südafrika

Südafrika gilt als Surferparadies schlechthin. So zieht es immer wieder weltbekannte Wellenreiter wie den Australier Taj Burrow an Südafrikas Küsten, um ihre Künste zu zeigen.

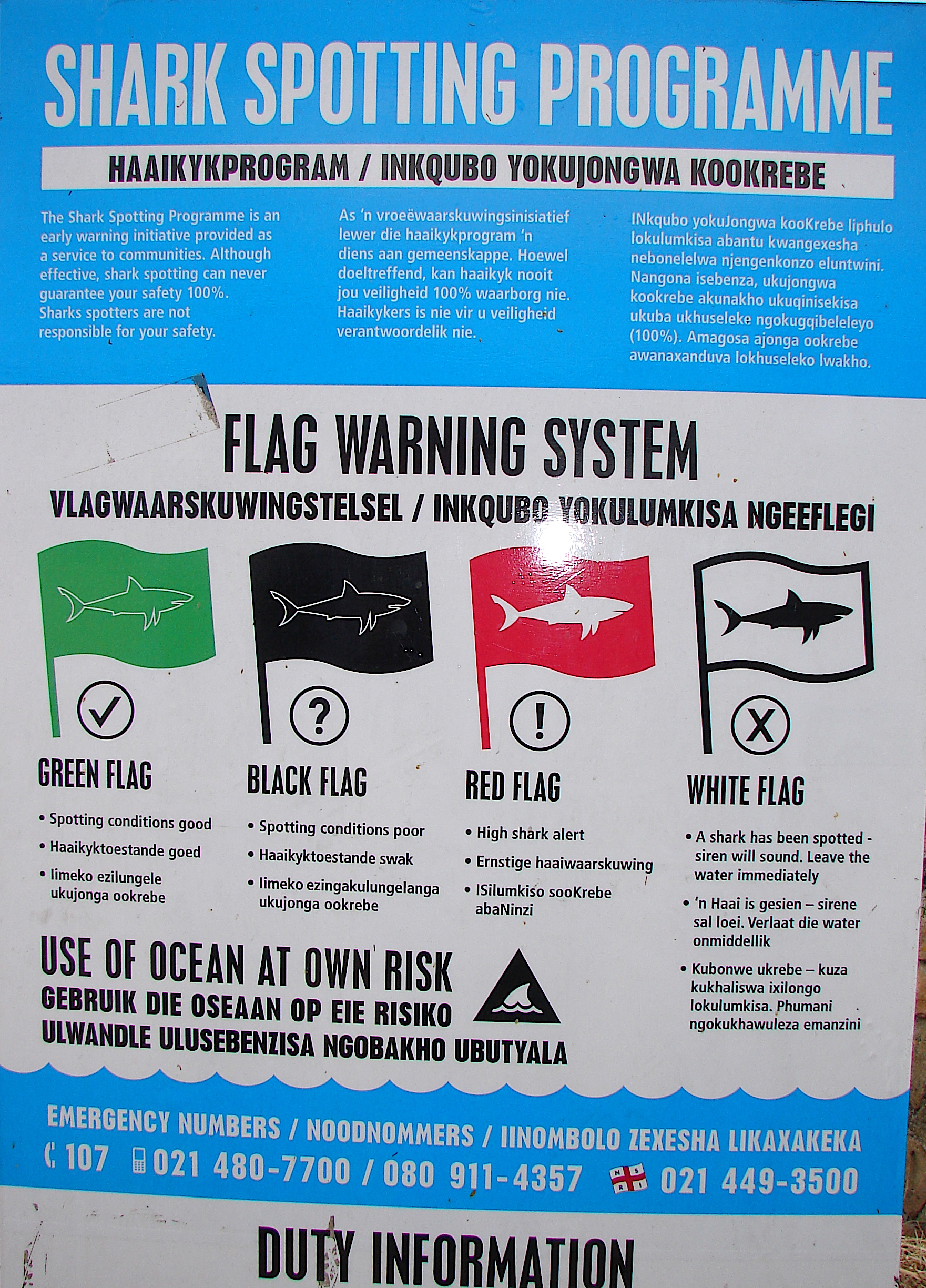
Hai-Warnsystem für Surfer und Schwimmer am Noordhoek Strand in Südafrika (2015)

 Von September bis Mai weht ein günstiger Südostwind, der den Surfern sechs bis zehn Beaufort sideshore beschert und für außerordentlich gute Bedingungen sorgt. Im Winter, von Juni bis August, zieht der Hochdruckgürtel Richtung Äquator und die Tiefdruckrinne gelangt ans Kap. Wellen mit einer Größe von unter zwei Metern sind dann eher selten.
Weltberühmt sind folgende Küstenorte in Südafrika geworden:
- Cape St. Francis
- Jeffreys Bay
- Noordhoek
- Bloubergstrand

Für Anfänger oder nicht so geübte Wellenreiter eignen sich besonders die Gebiete um die Algoa Bay und Silvic Bay (bei Port Elizabeth).

## Rekorde

### MitTow-In
| Wellenhöhe | Surfer              | Ort                        | Datum            | Bemerkungen                                                               |
| ---------- | ------------------- | -------------------------- | ---------------- | ------------------------------------------------------------------------- |
| 26,2 m     | Sebastian Steudtner | Praia do Norte, Nazaré     | 29. Oktober 2020 | Guinness World Record                                                     |
| 24,4 m     | Rodrigo Koxa        | Praia do Norte, Nazaré     | 8. November 2017 | Guinness World Record 2017–2020. Von der World Surf League ausgezeichnet. |
| 23,8 m     | Garrett McNamara    | Praia do Norte, Nazaré     | 1. November 2011 | Guinness World Record 2011–2017.                                          |
| 23,5 m     | Mike Parsons        | Cortes Bank (Nordpazifik)  | 5. Januar 2008   | Guinness World Record 2008–2011.                                          |
| 22,4 m     | Maya Gabeira        | Praia do Norte, Nazaré     | 11. Februar 2020 | Weltrekord der Frauen. cbdMD XXL Biggest Wave Award                       |
| 21,5 m     | Justine Dupont      | Praia do Norte, Nazaré     | 11. Februar 2020 | Von World Surf League ausgezeichnet WSL Ride of the Year                  |
| 21,3 m     | Kai Lenny           | Praia do Norte, Nazaré     | 11. Februar 2020 | cbdMD XXL Biggest Wave Award                                              |
| 21,3 m     | Pete Cabrinha       | Jaws, Peʻahi (Hawaii)      | 15. Januar 2016  | Billabong XXL Big Wave Award.                                             |
| 20,7 m     | Carlos Burle        | Mavericks, Nordkalifornien | 2001             | Billabong XXL Big Wave Award.                                             |

### Ohne Tow-In (Paddle In)
| 19,2 m | Aaron Gold   | Maui (Hawaii) | 15. Januar 2016 | Weltrekord der Männer                             |
| 13,3 m | Laura Enever | Oahu (Hawaii) | 22. Januar 2023 | Weltrekord der Frauen laut Guinness World Records |

## Rezeption
Neben der Musikrichtung Surf, deren bekannteste Vertreter wohl The Beach Boys im Subgenre Vocal Surf sein dürften, gibt es eine Fülle von Filmmaterial, das sich mit dem Surfen beschäftigt:

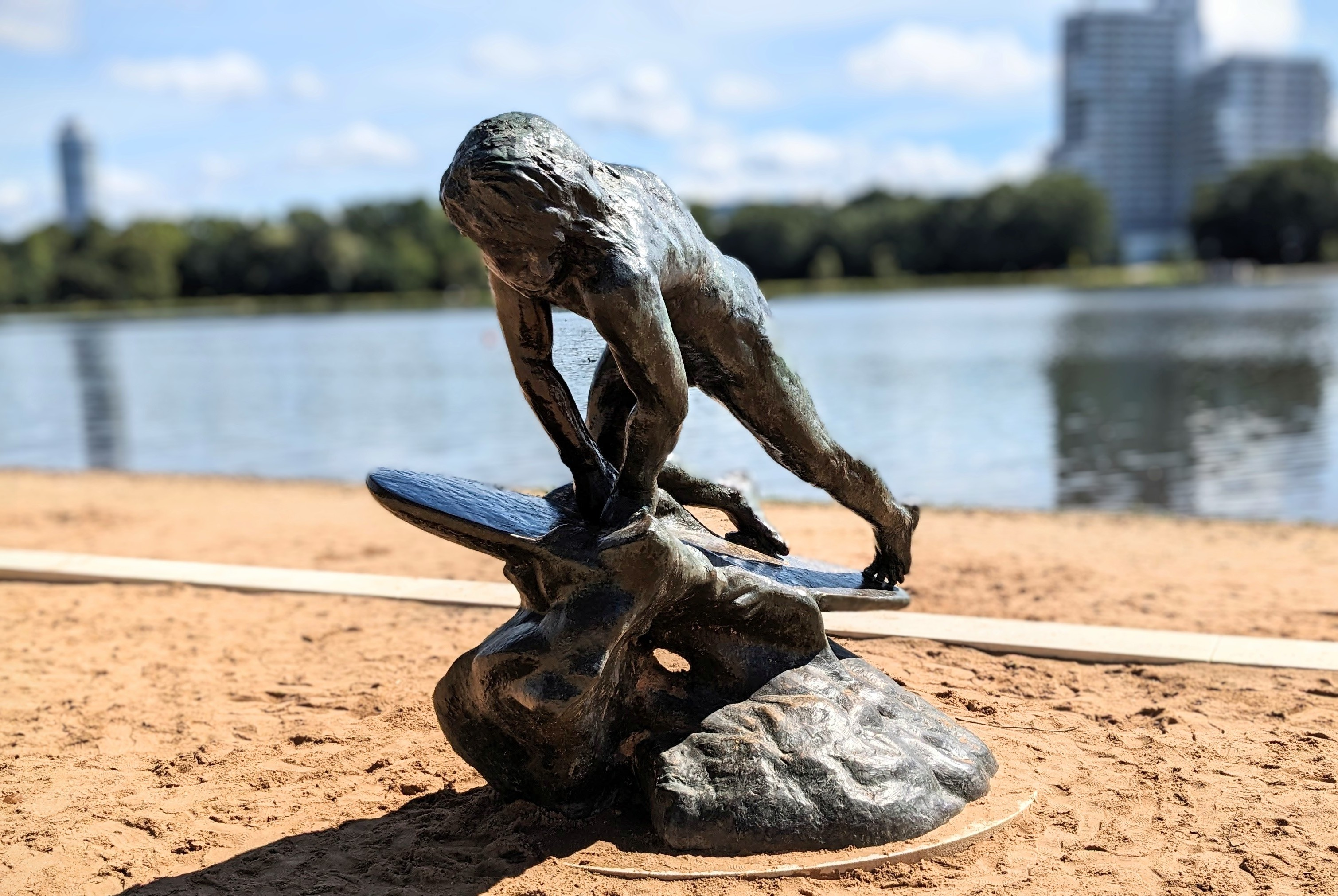
Wellenreiter II (Waldemar Grzimek)

### Dokumentationen
- 1966: In The Endless Summer dokumentiert Bruce Brown die Reise der beiden Surfer Michael Hynson und Robert August um die Welt auf der Suche nach dem perfekten „Spot“.
- 1994: Endless Summer II von Bruce Brown greift die Story erneut auf, jedoch mit zwei neuen Darstellern und einem Update der Surfgeschichte seit dem ersten Teil.
- 2000: Thicker than Water ist die erste Arbeit des Musikers Jack Johnson als Filmemacher.
- 2001: Laird von Laird Hamilton ist eine Art Werbefilm für seine eigene Person
- 2003: September Sessions von Jack Johnson
- 2003: Step into Liquid ist ein Dokumentarfilm von Dana Brown (Sohn von Bruce Brown) über die Leidenschaft und Motivation von Surfern.
- 2004: Blue Horizon zeigt die Rivalität der Surfer Andy Irons und Kelly Slater um dem Weltmeistertitel und das freie „Soul“ Surfen von Dave „Rasta“ Rastovich.
- 2004: A Brokedown Melody von Jack Johnson
- 2004: Riding Giants von Stacy Peralta mit Laird Hamilton gilt als einer der besten Filme zum Thema Big Wave Surfing und Tow-in Surfing.
- 2007: Bra Boys dreht sich um das Leben der sogenannten „Bra Boys“ in Australien. Es handelt sich hierbei um eine Gruppe von jungen Männern, die ihre Zeit mit Surfen und Partys verbringen, und nebenbei auch eine Untergrundbewegung gegründet haben.
- 2009: Keep Surfing von Bjoern Richie Lob ist ein mehrfach prämierter deutscher Dokumentarfilm über das Flusssurfen auf dem Eisbach in München.
- 2012: A Deeper Shade of Blue über die Geschichte und den Spirit des Surfens.
- 2015: View from a Blue Moon begleitet den weltweit erfolgreichen Surfer John John Florence und seine engsten Freunde um die Welt.
- 2018: Andy Irons: Kissed by God ist ein Film über die Bipolare Störung und Opioidabhängigkeit des dreifachen Weltmeisters im Wellenreiten Andy Irons.
- 2018: Bethany Hamilton: Unstoppable erzählt die Geschichte von Bethany Hamilton, die bei einem Haiangriff einen Arm verlor und trotzdem Profi-Surferin wurde.
- 2024: Surf on, Europe! ist ein politischer Surf-Dokumentarfilm, der beim Filmfestival Max Ophüls Preis 2024 Premiere feierte. Er dreht sich um das Leben dreier Surf-Enthusiasten, von denen jeder auf seine Weise mit den europäischen Normen und Idealen zu kämpfen hat.

### Spielfilme

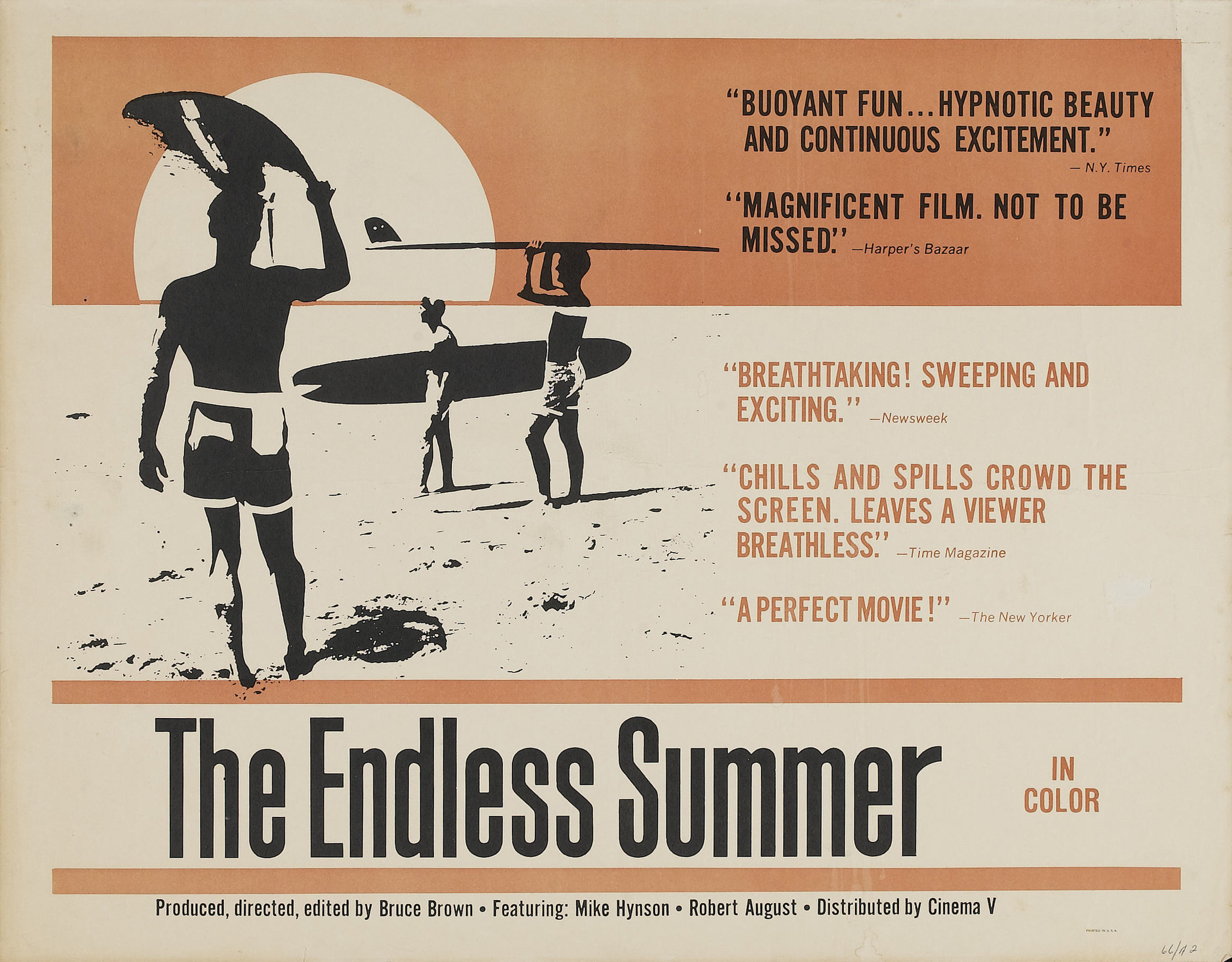
Kinoplakat The Endless Summer (1966)

- 1959: April entdeckt die Männer (Gidget)
- 1961: Gidget goes Hawaiian
- 1963: Beach Party
- 1964: Ride the Wild Surf
- 1964: Surf Party
- 1965: Beach Blanket Bingo
- 1966: The Endless Summer
- 1971: Morning of the Earth von Albert Falzon
- 1978: Big Wednesday
- 1984: Top Secret! Intro als Persiflage in Verbindung mit Tontaubenschießen (Skeet Surfing)
- 1987: North Shore
- 1988: Aloha Summer
- 1991: Gefährliche Brandung
- 1995: Gegen die Brandung
- 1997: Ocean Tribe – Die letzte Welle
- 1998: In Gottes Hand von Zalman King
- 2000: Surfer Girls
- 2002: Blue Crush
- 2006: Tan Lines von Ed Aldridge
- 2007: Könige der Wellen
- 2007: Shelter
- 2008: Surfer, Dude
- 2011: Soul Surfer
- 2011: Blue Crush 2 − No Limits
- 2012: Mavericks – Lebe deinen Traum

### Fernsehserien
- 2004–2005: Blue Water High
- 2004–2005 (USA)/2006 (D): Summerland Beach
- 2006–2007: Curl Girls
- 2012: Das Surfcamp
- 2020–2023: Life of Kai